# Équipe de Martinique féminine de football
Cet article traite de l'équipe féminine. Pour l'équipe masculine, voir Équipe de Martinique de football.
Maillots
L'équipe de Martinique féminine de football est constituée par une sélection des meilleures joueuses martiniquaises de football féminin gérée par la Ligue de football de la Martinique (LFM), laquelle est placée sous l'égide de la FFF.

## Parcours enChampionnat féminin de la CONCACAF
- 1991 : Phase de groupe
- 1993 : Non qualifié
- 1994 : Non qualifié
- 1998 : Phase de groupe
- 2000 : Non qualifié
- 2002 : Non qualifié
- 2006 : Non qualifié
- 2010 : Non qualifié
- 2014 : Phase finale aux États-Unis termina 8e du classement final
- 2018 : Non qualifié